# フォーミュラ4
フォーミュラ4（Formula 4、F4）は、モータースポーツの一カテゴリーである。フォーミュラカーレースの中で、フォーミュラ・リージョナル (FR) の下位に位置し、以下に分類される。
- 日本・フランス・イギリスで国ごとの規格をもとに開催されている選手権。
- 国際自動車連盟（FIA）が制定した国際規格をもとに、世界各国・各地域で開催されている選手権（FIA-F4）。

## 国別のF4

### フランスF4
フランスF4選手権（French F4 Championship）は、フォーミュラ・ルノーの下位カテゴリーであるフォーミュラ・ルノー・キャンパス (Formula Renault Campus) を2011年に名称変更したものである。
元々はフォーミュラ・ルノーへのステップアップカテゴリーとして1993年に創設。2010年にはF4 ユーロカップ1.6 (F4 Eurocup 1.6) と名称を改めワールドシリーズ・バイ・ルノーの下位カテゴリーとなったが、同年限りで同シリーズから離脱。2011年より主催者であるフランスモータースポーツ連盟 (FFSA) が「若手ドライバーの育成アカデミー」として同カテゴリーを再編したことから現在の名称に改められた。
マシンはシグナテック製シャーシにルノー製1.6リッターエンジンを搭載したワンメイク。また若手ドライバー育成を目的とするため、「1月1日時点で満15歳から23歳までのドライバー」に参加資格を限定している。
2017年一杯で独自路線を終了し、2018年より後述のFIA-F4国際規格を受け入れ、イギリス・ドイツ・イタリアなど近隣国と同じくFIA公認シリーズとなった。マシンはミゲール製シャーシにルノー製2.0リッターエンジンを搭載するワンメイク。

### イギリス（BRDC F4）
イギリスではブリティッシュ・レーシング・ドライバーズ・クラブ (BRDC) の主催で、2013年よりBRDC Formula 4 (BRDC F4) の名称でレースが行われた。
元々は2006年より同国の750 Motor Clubが主催していたレースが前身。2013年にBRDCとモータースポーツ・ビジョン (MSV) が主催を引き継ぎ、Ralph Firman Racing（RFR）が製造するシャシーに2リッターエンジンを搭載したワンメイクレースである。
2015年にFIA-F4公認シリーズのMSAフォーミュラ（後述）がスタートすると、2016年3月、BRDC F4はBRDC イギリスF3選手権 (BRDC British Formula 3 Championship) として再出発することになった。タトゥース製MSV F4-016シャーシにコスワース製2リッターエンジンを搭載し、F4とF3・GP3の間のギャップを埋める位置付けになる。これにより、MSAフォーミュラが2016年シーズンから「イギリスF4選手権」を名乗ることになった。
なお、伝統のイギリスF3選手権は2014年末にヨーロッパF3選手権へ統合されており、BRDC イギリスF3はその系統ではない。

### カナダ（CASC F4）
カナダではパイプフレームシャーシにオートバイの750ccエンジンを搭載するローカルマシンをフォーミュラ4と呼んでいる。カナダ自動車スポーツクラブ（Canadian Auto Sport Clubs）のオンタリオ支部（CASC-OR）が運営するロードレースシリーズでF4クラスが走行する。

### 南米

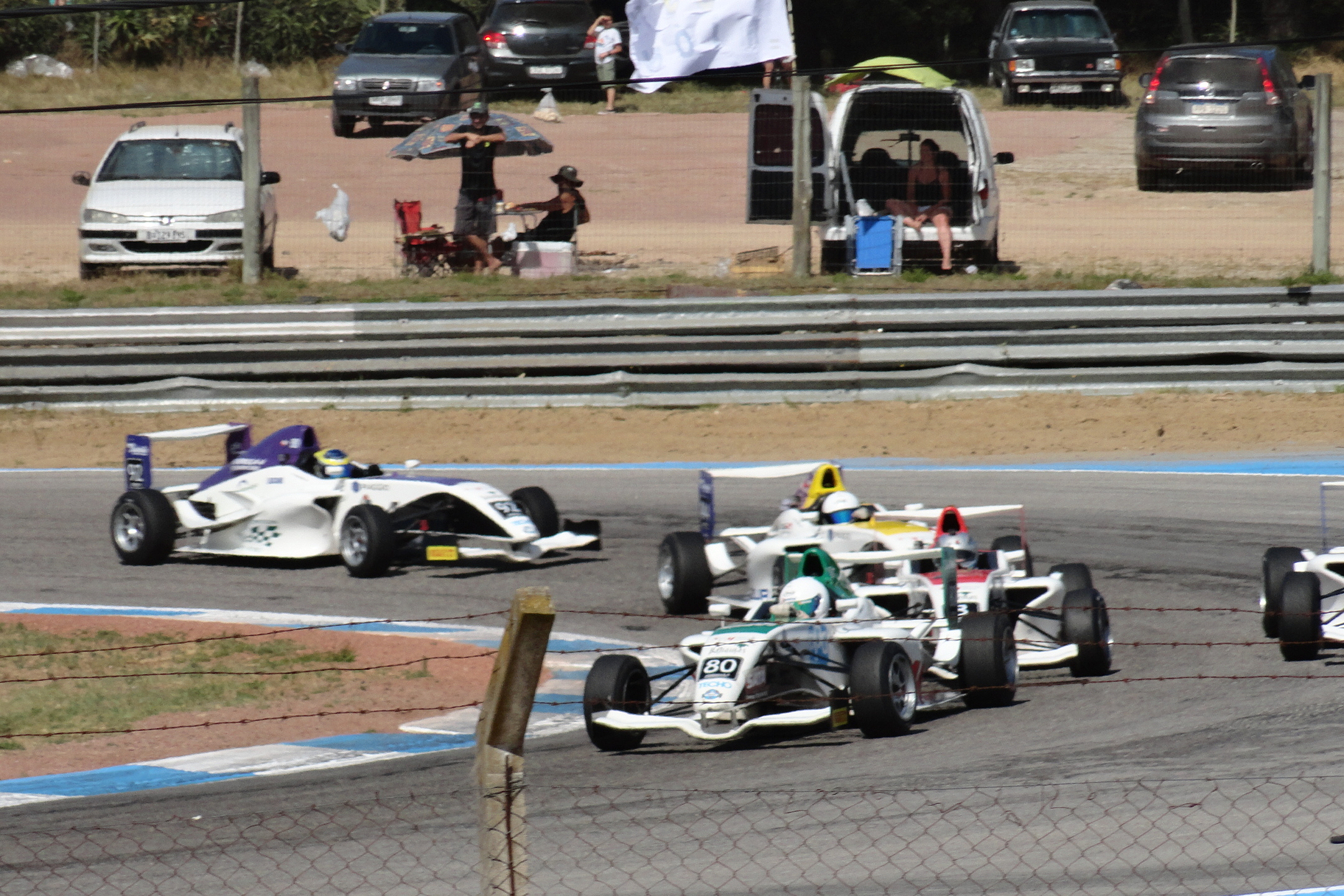
フォーミュラ4スダメリカーナ（2016）

2014年にフォーミュラ4スダメリカーナ (Fórmula 4 Sudamericana) がスタート。ウルグアイを中心に、ブラジル・アルゼンチンを転戦した。マシンは2010-2011年にブラジルで開催されたフォーミュラ・フューチャー・フィアット (Formula Future Fiat) と同じく、シグナテック製ワンメイクシャーシにフィアット製1.8リッターエンジンというパッケージを使用した。
2016年まで3シーズン続いたあと4年目の2017年は開催されず、2018年よりフォーミュラ・アカデミー・スダメリカーナ (Fórmula Academy Sudamericana) と改称して、ブラジルを中心に再スタートした。

## FIA-F4
国際自動車連盟 (FIA) 制定によるフォーミュラ4（通称：FIA-F4）は、FIAシングルシーター委員会会長（当時）のゲルハルト・ベルガーが主導するジュニアフォーミュラ再編プログラムの一環として、カートとF3の間をつなぐ新たな入門カテゴリとして設立され、2013年3月6日の世界モータースポーツ評議会で承認された。
2014年にイタリアシリーズが開幕したのを皮切りに、2015年より世界各国・各地域において選手権がスタートした。FIAの基準に従い行われるF4シリーズについては「Certified by FIA」の認可が与えられ、原則として国ごとのモータースポーツ統括団体 (ASN) の主催で開催される。
レースはワンメイクで開催されるが、各選手権ごとにシャシーとエンジンの銘柄を選択できることが特徴となっている。参入するシャシーコンストラクター・エンジンメーカーは登録制となっている。
2016年に導入されたスーパーライセンスポイント制度では、各国の国内F3選手権よりも配点が高く設定されている。

### おもなレギュレーション
- シャーシ・エンジンは各選手権ごとにFIAから許諾を得たワンメイクとする。同程度の性能になるようFIAのホモロゲーションによって調整が行われる。
- シャシーはカーボンモノコック製で、F3と同等レベルの安全性を有する。
- エンジンは140〜160馬力程度。排気量や過給・非過給の選択は自由。年間10,000kmをオーバーホールなしで走ることが出来る仕様とする。
- イコールコンディション確保ため、パーツのほとんどは指定制とする。
- 参戦費用を抑えるため厳しいコストキャップが設定される。シャシー販売価格は38,000ユーロ（5,320,000円）以下、エンジンの1年間の費用は7,500ユーロ（1,050,000円）以下[9]。
- ドライバーの年齢は15歳以上。
- レーススケジュールやポイントシステム等を「FIAヨーロッパF3選手権に準じたものとする」よう推奨している。
- レースは距離にして60km、もしくは30分以内。

### 公認モデル
シャシー
-  タトゥース・F4-T104
-  ミゲール・M14-F4
-  童夢・F110
-  クロフォード・F4-16 → リジェ・JS F4（2018年改称）

エンジン
-  アバルト・414 F4（1,368cc 直列4気筒ターボ 160bhp/5500rpm）
-  トムス・TZR42（1,987cc 直列4気筒 160ps/5,800rpm）
-  フォード・エコブースト (1.6L 直列4気筒ターボ 160ps)
-  ジーリー・G-POWER JLD-4G20（2.0L 直列4気筒）
-  ルノー・F4R（2.0L 直列4気筒）

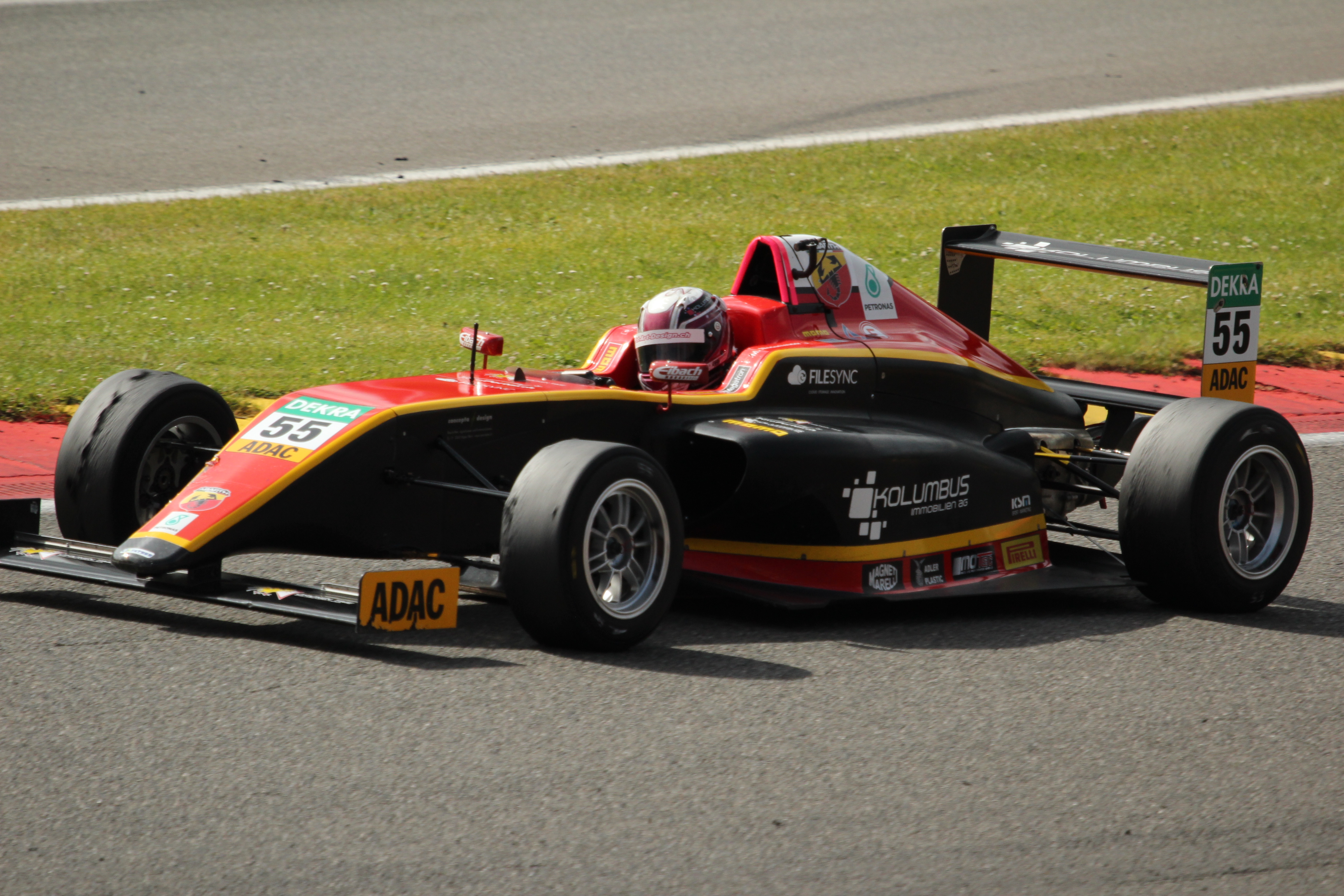
タトゥース・F4-T014
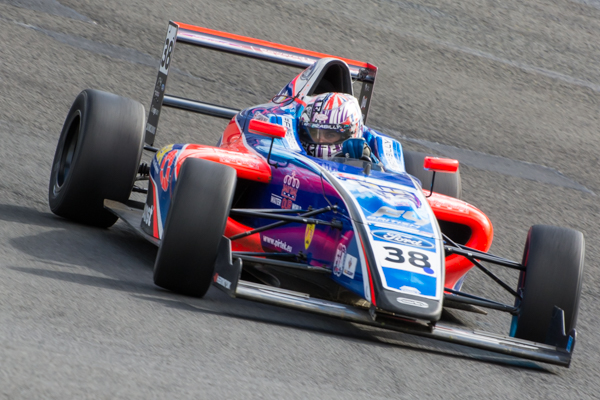
ミゲール・M14-F4
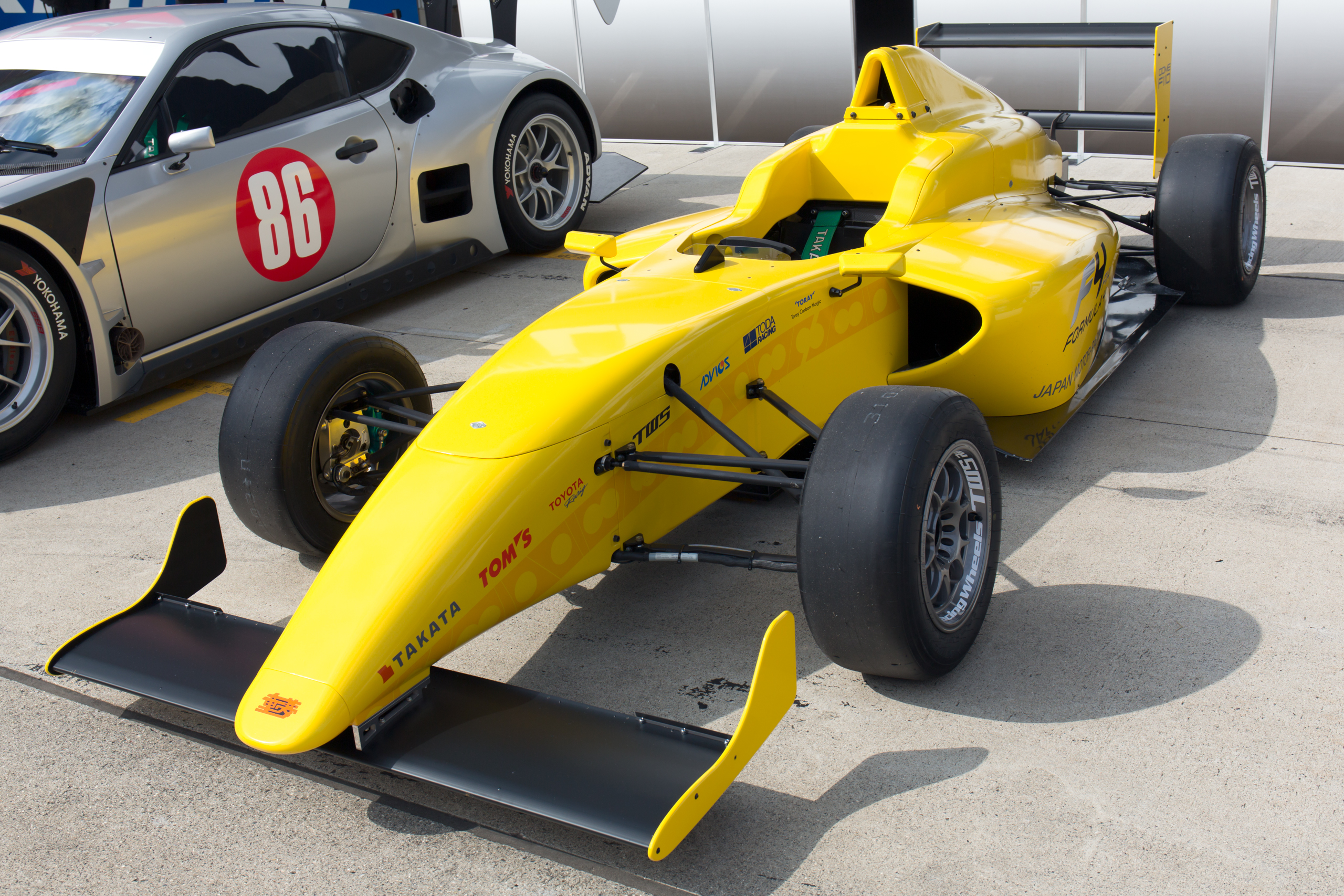
童夢・F110
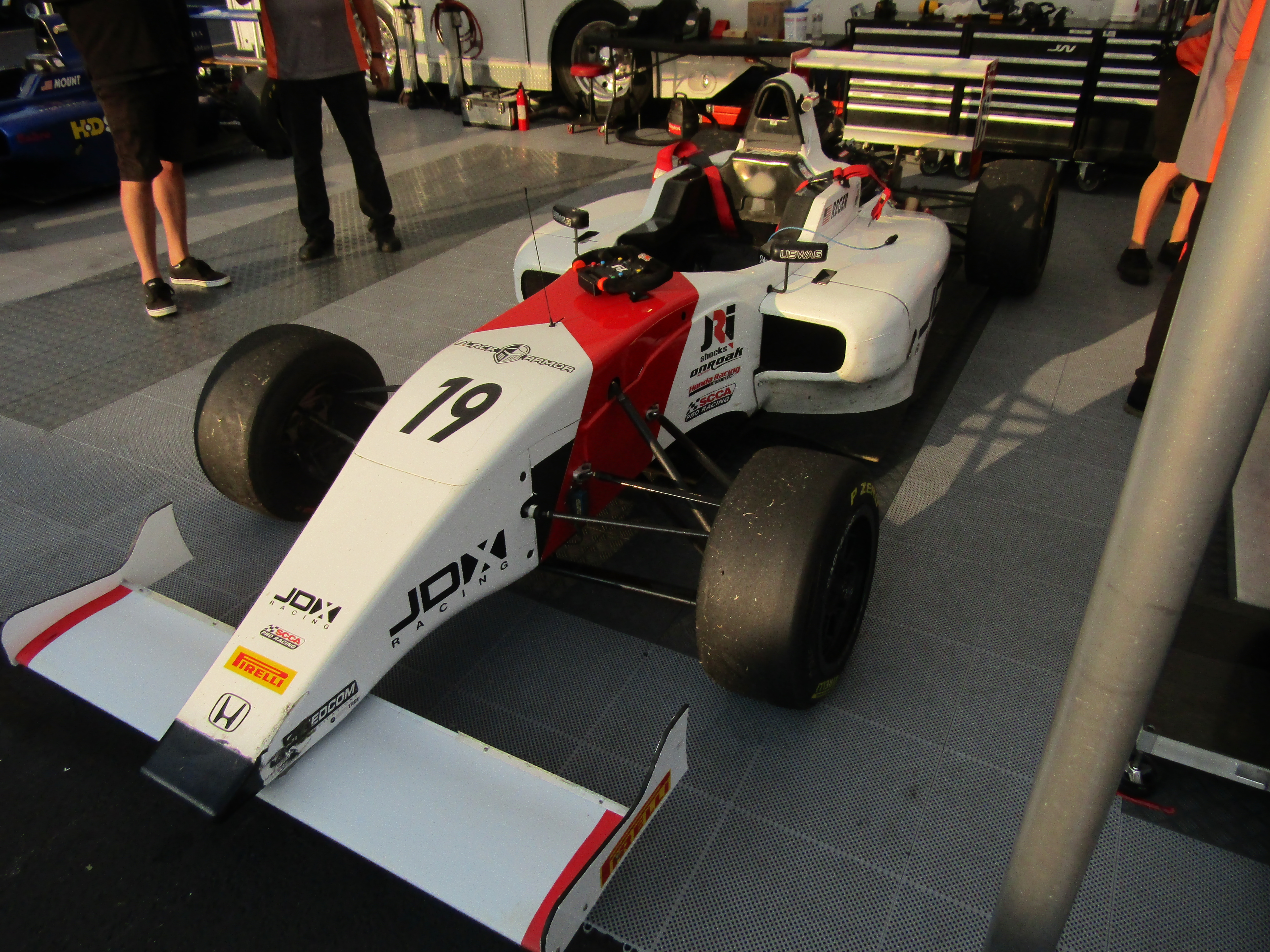
クロフォード・F4-16

### 世界各国・各地域のFIA-F4

#### FIA公認選手権
| 開催年      | シリーズ               | 国/地域 | シャシー                                                           | エンジン                                                                                            | タイヤ                                    |
| ----------- | ---------------------- | --- | ------------------------------------------------------------------ | --------------------------------------------------------------------------------------------------- | ----------------------------------------- |
| 2014 - 現在 | イタリアF4選手権       | イタリア | タトゥース・F4-T014 (2014 - 2021) タトゥース・F4-T421 (2022 - )    | アバルト・414TF 1.4 L ターボ                                                                        | ピレリ                                    |
| 2014 - 現在 | イタリアF4選手権       | フォーミュラ・アバルトから再編。WSK Promotionが運営する。                                                                                       |                                                                    | |                                           |
| 2015 - 現在 | FIA-F4選手権           | 日本 | 童夢・F110 (2015 - 2023) 東レ・カーボンマジック・MCS4-24 (2024 - ) | トムス・TZR42 2.0 L トムス・TMA43 2.0 L                                                             | ダンロップ                                |
| 2015 - 現在 | FIA-F4選手権           | SUPER GTと併催。GTアソシエイションが運営する。                                                                                                  |                                                                    | |                                           |
| 2015 - 現在 | イギリスF4選手権       | イギリス | ミゲール・M14-F4 (2015 – 2021) タトゥース・F4-T421 (2022 - )       | フォード・エコブースト 1.6 L (2015 – 2021) アバルト・414TF 1.4 L ターボ (2022 - )                   | ハンコック                                |
| 2015 - 現在 | イギリスF4選手権       | イギリス・フォーミュラ・フォード選手権から再編（初年度はMSA Formula）。 イギリスツーリングカー選手権 (BTCC) と併催。                            |                                                                    | |                                           |
| 2015 - 現在 | 中国F4選手権           | 中国 | ミゲール・M14-F4 (2015 - 2023) ミゲール・M21-F4 (2024 - )          | ジーリー・G-Power JLD-4G20 2.0 L                                                                    | クムホ                                    |
| 2015 - 現在 | 中国F4選手権           | チャイナ・フォーミュラグランプリ(CFGP) の主催団体が運営。                                                                                       |                                                                    | |                                           |
| 2015 - 現在 | NACAM F4選手権         | メキシコ | ミゲール・M14-F4 (2015 - 2023) タトゥース・F4-T421 (2024 - )       | フォード・エコブースト 1.6 L (2015 – 2023) アバルト・414TF 1.4 L ターボ (2024 - )                   | ピレリ                                    |
| 2015 - 現在 | NACAM F4選手権         | シーズン開幕戦はF1メキシコGPと併催。Road to Indyスカラシップ選考と提携している。                                                                |                                                                    | |                                           |
| 2015 - 現在 | オーストラリアF4選手権 | オーストラリア | ミゲール・M14-F4 (2015 - 2019) タトゥース・F4-T421 (2024 - )       | フォード・エコブースト 1.6 L (2015 – 2019) アバルト・414TF 1.4 L ターボ (2024 - )                   | ハンコック (2015 - 2019) ジティ (2024 - ) |
| 2015 - 現在 | オーストラリアF4選手権 | オーストラリア・モータースポーツ（CAMS）が運営。スーパーカー選手権と併催。 参加台数不足が続き、2019年一杯で終了。                               |                                                                    | |                                           |
| 2016 - 現在 | スペインF4選手権       | スペイン | タトゥース・F4-T014 (2016 - 2021) タトゥース・F4-T421 (2022 - )    | アバルト・414TF 1.4 L ターボ                                                                        | ハンコック                                |
| 2016 - 現在 | スペインF4選手権       | コイラネンGPが運営。 |                                                                    | |                                           |
| 2016 - 現在 | アメリカF4選手権       | アメリカ合衆国 | クロフォード・F4-16 (2016 - 2023) リジェ・JS F422 (2024 - )        | ホンダ・K20C2 2.0 L ターボ (2016 - 2023) リジェ・ストーム 1.65 L (2024 - )                          | ハンコック                                |
| 2016 - 現在 | アメリカF4選手権       | SCCAプロレーシングが運営。 クロフォード・コンポジット製シャーシにHPD製エンジンを搭載。                                                          |                                                                    | |                                           |
| 2016 - 現在 | 東南アジアF4選手権     | 東南アジア | ミゲール・M14-F4 (2016 – 2019) タトゥース・F4-T421 (2023 - )       | ルノー・F4R 2.0 L ターボ (2016 – 2019) アバルト・414TF 1.4 L ターボ (2023)                          | ハンコック                                |
| 2016 - 現在 | 東南アジアF4選手権     | 東南アジア地域対象。 |                                                                    | |                                           |
| 2016 - 現在 | UAE F4選手権           | アラブ首長国連邦 | タトゥース・F4-T014 (2016 - 2021) タトゥース・F4-T421 (2022 - )    | アバルト・414TF 1.4 L ターボ                                                                        | ハンコック                                |
| 2016 - 現在 | UAE F4選手権           | Automobile & Touring Club of the United Arab Emirates主催、AUHモータースポーツ運営。 ヤス・マリーナ・サーキットとドバイ・オートドロームで開催。 |                                                                    | |                                           |
| 2017 - 2023 | デンマークF4選手権     | デンマーク | ミゲール・M14-F4 (2017 – 2023)                                     | ルノー・F4R 2.0 L ターボ (2017 – 2023)                                                              | ピレリ                                    |
| 2017 - 2023 | デンマークF4選手権     | DASU主催。フォーミュラ5（旧フォーミュラ・フォード）と混走。 デンマーク・サンダースポーツ選手権、デンマーク耐久選手権と併催。                    |                                                                    | |                                           |
| 2018 - 現在 | フランスF4選手権       | フランス | ミゲール・M14-F4 (2018 – 2021) ミゲール・M21-F4 (2022 – )          | ルノー・F4R 2.0 L ターボ (2018 – 2019) ルノー・HR13 1.3 L ターボ (2020 – 2021) アルピーヌ (2022 - ) | クムホ                                    |
| 2018 - 現在 | フランスF4選手権       | FFSAアカデミー主催。2018年よりFIA-F4規定で開催。                                                                                                |                                                                    | |                                           |
| 2022 - 現在 | ブラジルF4選手権       | ブラジル | タトゥース・F4-T421 (2022 - )                                      | アバルト・414TF 1.4 L ターボ                                                                        | ハンコック                                |
| 2022 - 現在 | ブラジルF4選手権       | ブラジル自動車レース連盟とストックカー・プロシリーズのプロモーターVicarが主催。                                                                 |                                                                    | |                                           |

#### FIA-F4規格のシリーズ
| シリーズ                                                                     | 開催年 | 国/地域        | シャシー            | エンジン           | タイヤ     | 公式サイト |
| ---------------------------------------------------------------------------- | --- | -------------- | ------------------- | ------------------ | ---------- | ---------- |
| フォーミュラ・アカデミー・フィンランド (Formula Academy Finland)             | 2018〜 | フィンランド   | タトゥース・F4-T104 | アバルト1.4Lターボ | ハンコック |            |
| フォーミュラ・アカデミー・フィンランド (Formula Academy Finland)             | コイラネンGPが運営。2020年よりフォーミュラ・オープン・フィンランドに編入される。                                  |                |                     |                    |            |            |
| フォーミュラ・プロ・アメリカ西選手権 (Formula Pro USA Western Championships) | 2018〜 | アメリカ合衆国 | リジェ・JS-F4       | ホンダ2.0L         | ハンコック |            |
| フォーミュラ・プロ・アメリカ西選手権 (Formula Pro USA Western Championships) | アメリカF4選手権と同じくSCCAプロレーシング (SCCA Pro Racing) が運営（マシンパッケージも同等）。西海岸地域で開催。 |                |                     |                    |            |            |

## 参考項目
- フォーミュラ・コリア - ウエスト社製F4シャシーを転用してスタートした韓国のトップフォーミュラ。

### 日本
- 日本F4協会
- F4 JAPANESE CHAMPIONSHIP
- DUNLOP MOTORSPORT（レースリザルト）
- FIA-F4 JAPANESE - YouTubeチャンネル

### 海外
- FIA-F4ガイダンス - 国際自動車連盟 (PDF)
- フランスF4公式サイト